# Tambour (architecture vernaculaire)
Pour les articles homonymes, voir Tambour.

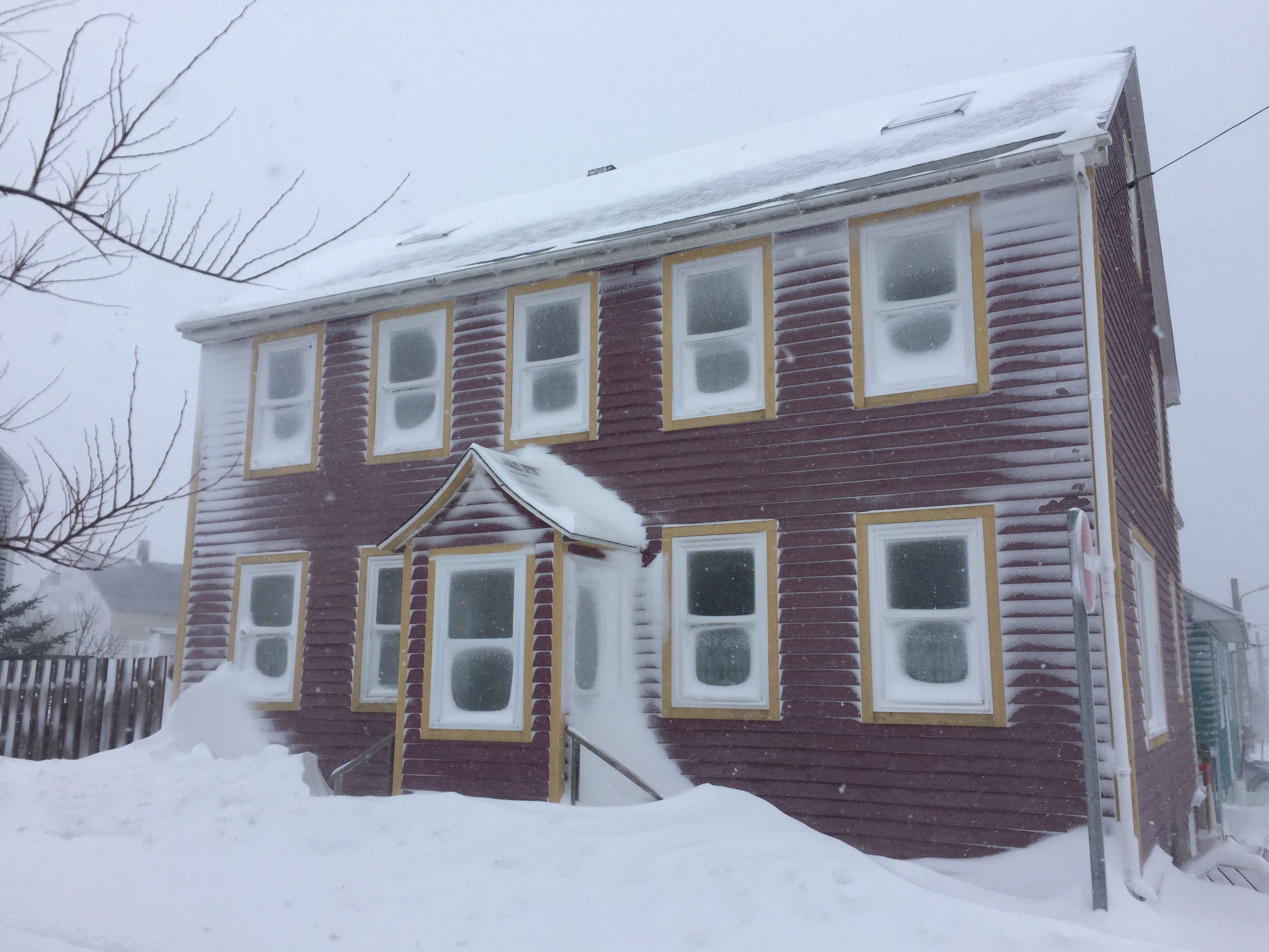
Tambour précédant l'entrée d'une maison enneigée à Saint-Pierre (Saint-Pierre-et-Miquelon).

Le tambour est un élément d'architecture vernaculaire consistant en une saillie sur un bâtiment au niveau du rez-de-chaussée ayant pour fonction d'abriter du vent et des intempéries. Il se retrouve au Québec et à Saint-Pierre-et-Miquelon où il est considéré comme un trésor patrimonial.

## Définition
Le tambour est un édicule précédant l’entrée d’un bâtiment. Associé à l’architecture résidentielle, le tambour est à l'origine une construction temporaire installée pendant la saison froide afin de réduire l’arrivée d’air froid à l’intérieur de la maison. Les tambours peuvent constituer un élément d'architecture pérenne et non plus amovible ; c'est notamment le cas à Saint-Pierre-et-Miquelon. Il est habituellement vitré des trois côtés et possède sa propre toiture, bien qu'il serve à se prémunir du vent et des intempéries, il doit laisser passer la lumière naturelle,.

## Histoire
Le tambour est déjà attesté chez Furetière en 1690, dans son Dictionnaire universel qui le définit comme « avance de maçonnerie ou de menuiserie dans un bastiment où on veut faire une double porte, ».

### Québec
Au Québec, la première attestation d'un tambour en 1694 sert à couvrir l'entrée d'une cave. Mais c'est au XVIIIe siècle qu'apparaît le tambour de rez-de-chaussée amovible qui ne se généralise véritablement qu'au XIXe siècle,. Il apparaît dans un contexte où les maisons sont souvent esseulées au milieu des terres et où, de fait, le vent glacial s'engouffre facilement dans les habitations sitôt la porte ouverte. Ces tambours consistent d'abord en des abris faits de planches, couvrant les issues, que l'on ôte une fois l'hiver passé. Le tambour devient peu à peu une construction plus élaborée avec même des tambours pérennes construits sur des bases de pierre ou de brique. Ils ont connu un déclin au XXe siècle en raison de l'évolution de l'isolation des maisons et des normes urbanistiques avant de connaître un regain d'intérêt timide au XXIe siècle.

### Saint-Pierre-et-Miquelon
À Saint-Pierre, il y a beaucoup de tambours sur l'espace public car en 1929 le maire avait autorisé la construction de tambours permanents alors qu'à Miquelon il n'y a jamais eu d'arrêté, ce qui fait qu'ils n'empiètent pas sur les trottoirs. Conçus à l'origine pour des raisons pratiques, ils sont devenus au fil du temps un élément d'embellissement des façades et un trésor patrimonial pour l'archipel,.